# James Blish
James Benjamin Blish (23. května 1921, East Orange, New Jersey, USA – 30. července 1975, Henley-on-Thames, Spojené království) byl americký spisovatel science fiction a fantasy řazený k autorům tzv. Zlatého věku sci-fi. Napsal řadu povídek a románů, českým čtenářům je ale znám především jako autor příběhů a scénářů z prostředí televizního seriálu Star Trek.

## Životopis
Vystudoval mikrobiologii na Rutgersově a Kolumbijské univerzitě. První své povídky vydal roku 1940 jako člen newyorského fanovského sdružení Futuriáni (The Futurians), kde se také seznámil se svou pozdější první manželkou, literární agentkou Virginií Kiddovou. Během druhé světové války sloužil jako technik u lékařské služby Armády Spojených států. Po válce pracoval pro farmaceutickou společnost Pfizer a v letech 1962 až 1968 spolupracoval s tabákovou společností Tobacco Institute. Díky svým literárním úspěchům byl již od padesátých let spisovatelem z povolání.
Po rozvodu s Virginií Kiddovou se roku 1964 oženil s Judith Ann Lawrencovou, také spisovatelkou, která s ním spolupracovala na několika scénářích a povídkách o Star Treku. Roku 1968 se s ní odstěhoval do Anglie, kde roku 1975 zemřel na rakovinu plic.
Ještě před Star Trekem napsal dvacet jedna románů a souborů povídek, za které se dočkal uznání jako spisovatel, který dal tradičním tématům sci-fi intelektuální hloubku. Zabýval se v nich složitými tématy jako je božství, krása nebo podstata lidského vědomí. O Star Treku psal povídky, které sloužily realizačnímu týmu seriálu jako podklad pro jednotlivé epizody, resp. zpracovával scénáře epizod seriálu do povídek. Za román A Case of Conscience (1958, Otázka svědomí) obdržel roku 1959 cenu Hugo. Pod pseudonymem William Atheling, Jr. byl rovněž významným teoretikem žánru.

## Dílo

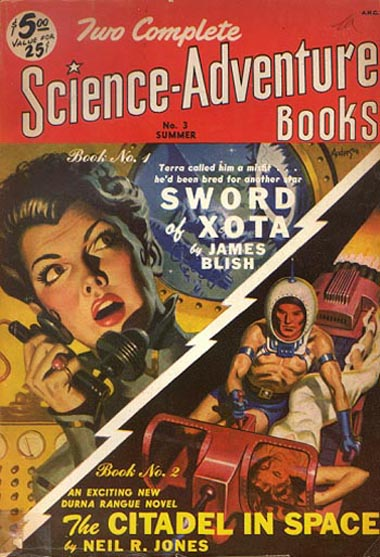
Obálka časopisu Two Complete Science Adventure Books z roku 1951 s autorovou povídkou Sword of Xota.

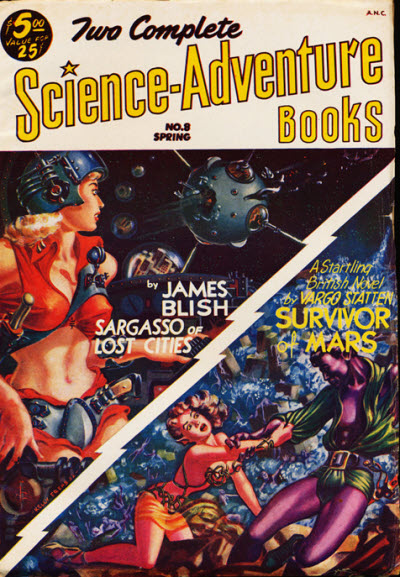
Obálka časopisu Two Complete Science Adventure Books z roku 1953 s autorovou povídkou Sargasso of Lost Cities.

### Povídky (výběr)
- Emergency Refueling (1940, Nouzové tankování), autorova prvotina.
- Bequest of the Angel (1940, Andělův odkaz).
- Citadel of Thought (1941, Citadela myšlenek).
- Callistan Cabal (1941).
- Weapon Out of Time (1941, Zbraň mimo čas).
- Phoenix Planet (1941, Fénixova planeta).
- The Real Thrill (1941, Skutečné vzrušení).
- The Topaz Gate(1941, Topazová brána).
- Solar Plexus (1941).
- Sunken Universe (1942, Potopený vesmír), přepracováno do povídky Surface Tension.
- The Solar Comedy (1942, Sluneční komedie).
- The Air Whale (1942, Vzdušná velryba).
- The Bounding Crown (1944).
- Mistake Inside (1948, Vnitřní chyba)
- Left the Finder Beware (1949, rozpracováno do románu Jack of Eagles.
- The Box (1949, Skříňka).
- Okie (1950), později součást románu Earthman, Come Home.
- Bindlestiff (1950), později součást románu Earthman, Come Home.
- There Shall Be No Darkness (1950), zfilmováno.
- Sword of Xota (1951), rozpracováno do románu The Warriors of Day.
- Surface Tension (1952, Povrchové napětí), přepracovaná povídka Sunken Universe, uměle vytvořená civilizace mikroskopických vodních lidí dospěla do situace, kdy je nutno opustit vodní svět. Později zařazeno do souboru The Seedling Stars.
- Sargasso of Lost Cities (1953), později součást románu Earthman, Come Home.
- Earthman, Come Home (1953), později součást románu Earthman, Come Home.
- Common Time (1953, Společný čas).
- Beep (1954), rozpracováno do románu The Quincunx of Time.
- The Thing in the Attic (1954), později zařazeno do souboru The Seedling Stars.
- Watershed (1955), později zařazeno do souboru The Seedling Stars.
- A Work of Art (1956. Umělecké dílo).
- The Masks (1959, Masky).
- Seeding Program (1956), vydáno také pod názvem A Time to Survive, později zařazeno do souboru The Seedling Stars.
- The Shipwrecked Hotel (1965, Hotel trosečníků), nominováno na cenu Nebula, později součást románu A Torrent of Faces.
- The Piper of Dis (1966), později součást románu A Torrent of Faces.
- How Beautiful With Banners (1966).
- To Love Another (1967), později součást románu A Torrent of Faces.
- We All Die Naked (1969, Všichni zemřeme nazí).
- More Light (1970, Více světla)
- Statistician's Day (1970, Den statistiků).
- Midsummer Century (1972).
- The Price of a Drink (1974)

### Romány
- Jack of Eagles (1952, Jack z Orlů), autorova románová prvotina, rozšíření povídky Left the Finder Beware, vyprávění o telepaticky nadaném člověku.
- The Warriors of Day (1953, Válečníci dne), rozšíření povídky Sword of Xota.
- The Duplicated Man (Zduplikovaný muž), společně s Robertem Lowndesem, časopisecky roku 1953, knižně 1959, příběh o válce s Venuší a o klonování člověka.
- The Frozen Year (1957, Zmrzlý rok), vydáno také pod názvem Fallen Star (Padlá hvězda).
- VOR (1958), román o nebezpečí mimozemské invaze.
- Titans' Daughter (1961, Titánova dcera), román řešící problémy genetického inženýrství.
- The Star Dwellers (1961, Obyvatelé hvězd), román pro mládež.
- Mission to the Heart Stars (1965, Mise do srdce hvězdy), pokračování románu The Star Dwellers.
- A Torrent of Faces (1967, Příval tváří), společně s Normanen L. Knightem, propojení povídek The Shipwrecked Hotel (1965), The Piper of Dis (1966) a To Love Another (1967) popisující přelidněnou Zemi zasaženou asteroidem.
- Welcome to Mars! (1967, Vítejte na Marsu), román pro mládež.
- The Vanished Jet (1968), román pro mládež.
- The Quincunx of Time (1973, Quincunx času), rozšíření povídky Beep, příběh o možnosti okamžité komunikace na libovolnou mezihvězdnou vzdálenost, která ale současně umožňuje poznávání budoucích událostí.

### Románové cykly

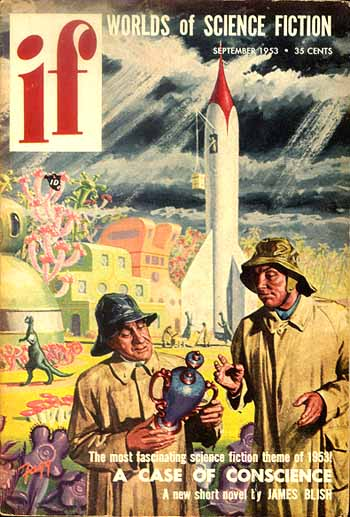
Obálka časopisu If z roku 1953 s částí autorova románu A Case of Conscience.

#### After Such Knowledge
Jde o románový cyklus, ve kterém se autor věnuje z různých pohledů otázce náboženství. Cyklus vyšel nejprve ve čtyřech dílech, poté co poslední dva byly spojeny do jedné knihy, jedná se o trilogii.
- A Case of Conscience (Záležitost svědomí), první část románu vyšla roku 1953 v magazínu If, celý pak roku 1958. Příběh vypráví o objevení planety, která se blíží našim představám Ráje. Protože však její obyvatelé neznají náboženství a odmítají víru v cokoliv iracionálního, považuje jezuitský člen výpravy tento svět za ďáblovu past a požaduje jeho zničení. Román obdržel roku 1959 cenu Hugo.
- Doctor Mirabilis (1964, Doktor Mirákl), historický román o Rogerovi Baconovi.
- Black Easter, or Faust Aleph-null (Černé Velikonoce aneb Faust Alef-nula), krátký román, který vyšel prvně časopisecky roku 1967 jako Faust Aleph-null v magazínu If a knižně roku 1968. Příběh vypráví o vyprovokování nukleární války s pomocí černé magie a následném příchodu Satana. Nominováno na cenu Nebula.
- The Day After Judgment (1970, Soudný den), krátký román, pokračování Černých Velikonoc, pronikavá studie biblického pojetí dobra a zla v kontextu temné fantasy.

Roku 1990 byly poslední dva krátké romány Černé Velikonoce a Soudný den vydány v jednom svazku jako The Devil's Day (Ďáblův den) a tvoří tedy s předcházejícími dvěma trilogii. Ta vyšla v celku roku 1991 pod názvem After Such Knowledge.

#### Cities in Flight(Létající města)
Jde o space operu a románovou tetralogii, ve které lidé při hledání lepšího života cestují díky vynálezu antigravitace v létajících městech po různých místech galaxie, ale vždy a všude nacházejí jen neustále se opakující civilizační problémy. Knihy jsou uvedeny v chronologii děje:
- They Shall Have Stars (1954, Dobudou hvězd), vydáno také pod názvem Year 2018!.
- Life for the Stars (1962, Život hvězdám).
- Earthman Come Home (1955, Navrať se, pozemšťane), původně publikováno jako čtyři povídky: Okie, Bindlestiff, Sargasso of Lost Cities a Earthman, Come Home.
- The Triumph of Time (1958, Vítězství času), vydáno také pod názvem A Clash of Cymbals.

Roku 1970 vyšly romány souhrnně pod názvem Cities in Flight.

### Sbírky povídek
- The Seedling Stars (1957, Oseté hvězdy), soubor povídek popisující jak lidstvo díky rozvinutým možnostem genového inženýrství kolonizuje i nehostinné planety galaxie. Obsahuje povídky Seeding Program, The Thing in the Attic, Surface Tension a Watershed.
- Galactic Cluster (1959, Galaktická kupa).
- So Close to Home (1961, Kousek od domova).
- Anywhen (1970, Kdyžkoli).

### Star Trek
Jedná se o knižní vydání Blishových povídek podle scénářů, resp. povídek, podle kterých vznikly scénáře epizod televizního seriálu Star Trek.
- Star Trek (1967), později jako Star Trek 1.
- Star Trek 2 (1968).
- Star Trek 3 (1969).
- Spock Must Die! (1970, Spock musí zemřít!), první román ze série Star Trek pro dospělé čtenáře.
- Star Trek 4 (1971).
- Star Trek 5 (1972).
- Star Trek 6 (1972).
- Star Trek 7 (1972).
- Star Trek 8 (1972).
- Star Trek 9 (1973).
- Star Trek 10 (1974).
- Star Trek 11 (1975).
- The Star Trek Reader (1976), obsahuje knihy Star Trek 2, Star Trek 3 a Star Trek 8.
- Star Trek 12 (1977), vydáno posmrtně, obsahuje i povídky Judith Ann Lawrencové.
- The Star Trek Reader II (1977), obsahuje knihy Star Trek 1, Star Trek 4 a Star Trek 9.
- The Star Trek Reader III (1977), obsahuje knihy Star Trek 5, Star Trek 6 a Star Trek 7.
- The Star Trek Reader IV (1978)], obsahuje knihy Star Trek 10, Star Trek 11 a román Spock Must Die!.
- Star Trek: The Classic Episodes 1 (1991, Star Trek: klasické příběhy 1), česky jako Star Trek: Klasické příběhy 01/1 a Star Trek: Klasické příběhy 01/2.
- Star Trek: The Classic Episodes 2 (1991, Star Trek: klasické příběhy 2), česky jako Star Trek: Klasické příběhy 02/1 a Star Trek: Klasické příběhy 02/2.
- Star Trek: The Classic Episodes 3 (1991, Star Trek: klasické příběhy 3), česky jako Star Trek: Klasické příběhy 03/1 a Star Trek: Klasické příběhy 03/2.

## Literární kritika
Pod pseudonymem William Atheling, Jr. byl Blish rovněž významným teoretikem žánru science fiction. Napsal mnoho literárních kritik a esejů, které vyšly ve třech knihách:
- The Issues at Hand (1964, Co mi přišlo pod ruku).
- More Issues at Hand (1970, Co mi přišlo pod druhou ruku).
- The Tale that Wags the God (1987, Příběh za nedělení školou), posmrtně vydané autorovy eseje.

## Filmové adaptace
- The Beast Must Die (1974), britský film podle povídky There Shall Be No Darkness, režie Paul Annett.[5]

## Česká vydání
- Star Trek, SFK Julese Verna 1989, fanbook.
- Star Trek: příběhy kosmické lodi Enterprise, Práce a Bonus Press, Praha 1991, přeložili Jan Pavlík a Zdeněk Volný.
- Star Trek: Klasické příběhy 01/1, Netopejr, Praha 1998.
- Star Trek: Klasické příběhy 01/2, Netopejr, Praha 1998.
- Star Trek: Klasické příběhy 02/1, Netopejr, Praha 1999.
- Star Trek: Klasické příběhy 02/2, Netopejr, Praha 1999.
- Star Trek: Klasické příběhy 03/1, Netopejr, Praha 2000.
- Star Trek: Klasické příběhy 03/2, Netopejr, Praha 2000.